# Oktafluorpropan
Oktafluorpropan je organická sloučenina se vzorcem C3F8, perfluorovaná molekula odvozená od propanu. Používá se při výrobě polovodičů a léčiv.
Jedná se také o velmi silný skleníkový plyn.

## Výroba
Oktafluorpropan lze vyrobit elektrochemickou fluorací nebo Fowlerovým procesem za použití fluoridu kobaltitého.

## Použití
Při výrobě elektroniky slouží směs oktafluorpropanu a kyslíku jako materiál na plazmové leptání oxidu křemičitého ve výrobě polovodičů, kdy dochází k selektivímu vyleptávání oxidů od kovů.
Oktafluorpropan se pod označením R-218 používá jako složka chladicích směsí.
Oktafluorpropan byl navržen pro terraformování Marsu; jelikož vytváří 24 000krát silnější skleníkový efekt než oxid uhličitý, tak by mohl výrazně zkrátit dobu a omezit množství zdrojů potřebných k terraformování.